# Trine 5: A Clockwork Conspiracy
Trine 5: A Clockwork Conspiracy est un jeu vidéo de plates-formes et de réflexion développé par Frozenbyte et édité par THQ Nordic, sorti le 31 août 2023 sur Microsoft Windows, PlayStation 4, PlayStation 5, Xbox One, Xbox Series et Nintendo Switch. Il fait suite à Trine 4: The Nightmare Prince, sorti en 2019.

## Système de jeu
Trine 5: A Clockwork Conspiracy est un jeu de plates-formes et de réflexion à défilement horizontal en 2,5D. Comme dans les opus précédents, le joueur est aux commandes des trois héros, Amadeus le magicien, Pontius le chevalier et Zoya la voleuse, qui disposent chacun de capacités spécifiques et entre lesquels le joueur peut basculer à sa convenance.

## Développement
Comme les précédents opus de la série, Trine 5: A Clockwork Conspiracy est développé par le studio finlandais Frozenbyte. Le jeu est annoncé en avril 2023 et sort le 31 août 2023 sur Microsoft Windows, PlayStation 4, PlayStation 5, Xbox One, Xbox Series et Nintendo Switch.